# Nåskilen
Nåskilen är ett naturreservat i Vansbro kommun i Dalarnas län.
Området är naturskyddat sedan 1998 och är 114 hektar stort. Reservatet består av gamla tallar, gran och lövträd samt en bäck och myrstråk. 